# 1904 en Irlande
Chronologie de l'Irlande
- 1900
- 1901
- 1902
- 1903
- 1904
- 1905
- 1906
- 1907
- 1908

## Événements
- 16 juin - Bloomsday : James Joyce rencontre Nora Barnacle ce jour-là. Il se servira de cette date pour situer temporellement son chef-d'œuvre Ulysse.
- 27 décembre - L'Abbey Theatre Ouvre ses portes au public. Ce soir là se joue une pièce de William Butler Yeats avec comme actrice Lady Gregory.